# رولدانییو
رولدانییو (به اسپانیایی: Roldanillo) یک سکونتگاه مسکونی در کلمبیا است که در بخش بایه دل کائوکا واقع شده‌است.